# 毛湖北蝇子草
毛湖北蝇子草（学名：Silene hupehensis var. pubescens）为石竹科蝇子草属下的一个变种。

## 扩展阅读
- 維基物種上的相關：毛湖北蝇子草